# 김득수 (교육인)
김득수(金得洙, 1935년 8월 20일 ~ )는 한국의 교육인으로, 학교법인 중동학원 이사이다.

## 경력
1935년 경상남도 창녕에서 출생하여 서울대 법대를 졸업하였다. 1977년에 민자당 자문위원, 부산시 교육위원회 부감, 서울시 교육위원회 부감 등을 거쳐 1993년에는 사학연금관리공단 이사장을 맡는 등 교육계에 종사하였다. 공단에서 물러난 후에는 학교법인 세방학원 이사장, 학교법인 관악학원 이사장 등을 역임하였다. 학교법인 중동학원 이사장을 지내다가 현재 이사이다.

## 상훈
- 근정훈장